# هوگسدورف
هوگسدورف (به آلمانی: Högsdorf) یک شهر در آلمان است که در Lütjenburg واقع شده‌است. هوگسدورف ۴۲۴ نفر جمعیت دارد.